# Eremophila sturtii
Eremophila sturtii är en flenörtsväxtart som beskrevs av Robert Brown. Eremophila sturtii ingår i släktet Eremophila och familjen flenörtsväxter. Inga underarter finns listade i Catalogue of Life.